# ユナイテッド・シッキムFC
ユナイテッド・シッキムFC (英語: United Sikkim Football Club) はインド・シッキム州ガントクを本拠地とするサッカークラブである。2013年現在、ユナイテッド・シッキムは国内最上位リーグであるIリーグに所属している。クラブは2008年に設立され、シッキム州からIリーグに参加している唯一のクラブである (インド北東部からは2クラブ目) 。クラブはドバイに拠点を置くFidelis World、前サッカーインド代表キャプテンのバイチュン・ブティア、インドの歌手シャンカル・マハデーヴァンが共同保有する形で運営されており、シッキム州の人々のため所属プロサッカークラブを設ける目的で設立された。

## 歴史

### 設立
クラブは2008年にシッキム州サッカー協会とバイチュン・ブティアにより設立され、クラブ設立以前にシーズンが始まっていたシッキム・ゴールドカップやその他のすべてのインドのサッカー大会に飛び入りで参加した。2011年3月22日、クラブは公式にプロサッカークラブとなり、ドバイに拠点を置くFidelis World、前サッカーインド代表キャプテンのバイチュン・ブティア、インドの歌手シャンカル・マハデーヴァンがクラブを共同保有する形が取られた。クラブはIリーグ昇格のため2011年のIリーグ2部に参加し、3年以内に昇格を果たすと目標を設定した。

### 2011-2012: 2部リーグ
クラブは2011年2月27日、アメリカ合衆国の北米サッカーリーグに所属するNSCミネソタ・スターズからサッカーリベリア代表のジョニー・メニョンガーを獲得してIリーグへの昇格をかけた戦いをスタートさせた。その後クラブは2012年3月31日のデンポ・スポーツクラブ戦でIリーグ2部2011-12シーズンの戦いを開始した。この試合は2-2の引き分けに終わった。その後ユナイテッド・シッキムは5日後の2011年4月5日にアッサム州のインディラ・ガンディー陸上競技場で行われた北インパール体育協会戦において2-0で初勝利を収めた。クラブは1回戦グループAを1位で通過し、各グループ2位以内が進むことのできる決勝ラウンドに駒を進めた。クラブは1回戦において、モハメダンとサザン・サミティに連続で勝利するまでスポルティング・クルーベ・デ・ゴア、ロイヤル・ワヒンドーFC、シロン・ラージャンFCと三試合連続で引き分けており、ランダジード・ユナイテッドFCに引き分けた後ヴァスコに敗れて正式に昇格不可能になった。その後、クラブは5位でシーズンを終えた。
2012年、Iリーグ2部におけるクラブの出だしは良いとは言えなかった。2011年6月11日、ジョニー・メニョンガーがIリーグに所属するシロン・ラージャンFCへと移籍することが決まりクラブを離れ、更には2012年1月にサッカーインド代表にも選出されていたレネディ・シングやナンジャングード・マンジュが相次いでチームを去った。しかし、スタンレー・ロザリオを解任した後、ユナイテッド・シッキムはベンガル人のフィリップ・デ・リデルを新監督として迎えた。クラブはさらにナイジェリア人のダニエル・ベデミやクイントン・ジェイコブスと再契約を行った。その後クラブは2012年2月2日にアッサム州のサティンドラ・モハン・デーヴ・スタジアムでバワーニープルFCに3-2で勝利して2度目のIリーグ昇格に向けて白星を積み重ね始めた。クラブはその後Iリーグ2部1回戦でイーグルス、サザン・サミティ、ランダジード・ユナイテッドに対して三連勝を収め、シーズン最後の試合となった2012年4月17日にシッキム州ガントクのパルジャー・スタジアムで行われた試合で、ベデミが得点を決めてモハメダンと1-1で引き分け昇格を確定させた。この試合には30,000人のファンが集った。

## ロゴとチームカラー
2011年3月22日、コルカタにあるタージ・ホテルにおいて、ユナイテッド・シッキムのロゴとユニフォームが披露された。クラブのロゴにはクラブマスコットであるスノーライオンが描かれており、ホームのユニフォームカラーは上が赤、下が白、アウェーのユニフォームカラーはダークブルーとライトブルーとなっている。2012年8月29日、Iリーグへの昇格を果たした後クラブは新たなクラブロゴを発表した。今回のロゴは赤であり橙から色が変化、さらに設立年を表すEST. の部分にはアマチュアクラブとして設立された2008年ではなく、プロサッカークラブとなった2011年が刻み込まれた。

## スタジアム
彼らが初めてIリーグで戦うこととなった2012-13シーズン、クラブはシッキム州の州都ガントクにある25,000人収容のパルジャー・スタジアムですべてのホームゲームを開催すると発表した。クラブは2008年から2011年まではアマチュアのサッカー大会に、2011年から2012年まではIリーグ2部に参加していたが、この際クラブは中立地で戦う際、パルジャー・スタジアムをトレーニング施設として多く利用していた。しかし、Iリーグ2部は中立地での戦いを行う規定になっているにもかかわらず、Paljor・スタジアムはユナイテッド・シッキムが参加したIリーグ2部の1回戦第2節で使用された。スタジアムはユナイテッド・シッキムがモハメダンと1-1で引き分けてIリーグ昇格を達成した後も使用されている。

## キット提供と胸スポンサー
| 年    | キット提供 | 胸スポンサー |
| ----- | ---------- | ------------ |
| 2011  | ナイキ     | EMTA         |
| 2012  | ナイキ     | 無し         |
| 2012- | ナイキ     | URO          |

## 歴代所属選手
- レネディ・シング (2011)
- スシル・クマル・シング (2011-2012)
- ナンジャングード・マンジュ (2011-2012)
- ジョニー・メニョンガー (2011)
- ジョセフ・ラピラ (2011)
- ユン・テ (2012-2013)
- パブロ・ロドリゲス 2013-

## スタッフ
2012年9月時点。
| 役職             | 氏名                 |
| ---------------- | -------------------- |
| 監督             | ネイサン・ホール     |
| 助監督           | バイチュン・ブティア |
| フィジカルコーチ | Sheril Lepcha        |
| 療法士           | Ranjit Das           |

## 獲得タイトル
- Iリーグ2部

優勝1回: 2012